# Supernaturals
| Recensione | Giudizio |
| ---------- | -------- |
| Rumore     |          |

Supernaturals è il 4º album pubblicato dagli Ufomammut in collaborazione con i Lento.

## Tracce
1. Infect One – 1:36
2. Down – 7:30
3. Painful Burns – 9:56
4. Maestoso – 6:54
5. The Overlord – 5:06
6. Infect Two – 8:35